# (5315) Бальмонт
(5315) Бальмонт (лат. Balʹmont) — типичный астероид главного пояса, открыт 16 сентября 1982 года советским астрономом Людмилой Черных в Крымской астрофизической обсерватории и 20 июня 1997 года назван в честь поэта Константина Бальмонта.

## Обнаружение и именование
(5315) Бальмонт
Открыт 16 сентября 1982 года в Научном Л. И. Черных.
Назван в память о русском поэте, жившем в эмиграции после 1920 года — одном из самых известных символистов Константине Дмитриевиче Бальмонте (1867—1942). Известный своими переводами на русский язык произведений многих европейских писателей, он также собрал и опубликовал образцы творчества Египта, Мексики, Перу, Индии и других стран.
Оригинальный текст (англ.)5315 Balʹmont
Discovered 1982-09-16 by Chernykh, L. I. at Nauchnyj.
Named in memory of Konstantin Dmitrievich Balʹmont (1867—1942), a Russian poet who lived in exile after 1920, one of the most famous of the symbolists.  Known for his Russian translations of the works of many European writers, he also collected and published examples of the creative works of Egypt, Mexico, Peru, India and other countries.
Источники: DISCOVERY.DB; M.P.C. 30097.

## Орбита

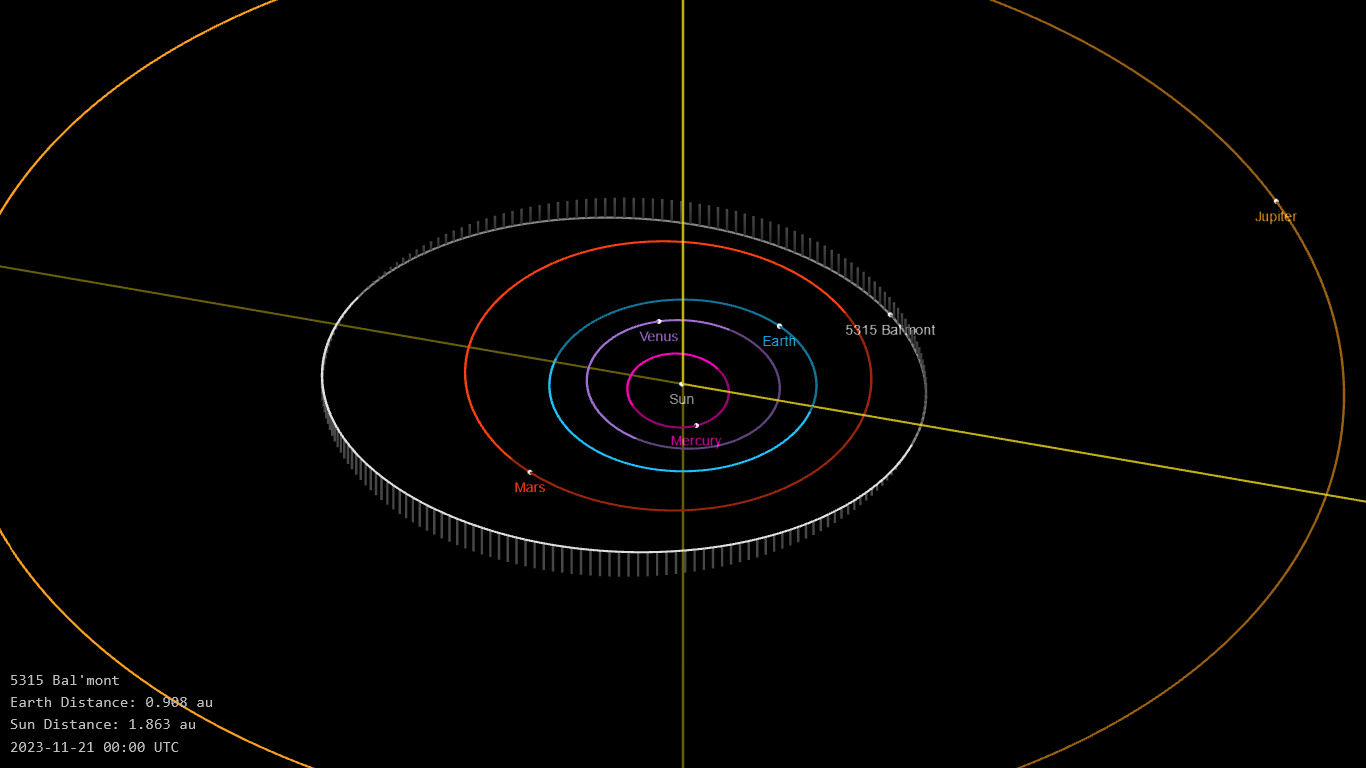
Орбита астероида Бальмонт и его положение в Солнечной системе

## Физические характеристики
Астероид относится к таксономическому классу S.
По результатам наблюдений системы телескопов панорамного обзора и быстрого реагирования Pan-STARRS, наблюдений системы последнего оповещения о столкновении астероида с Землей Asteroid Terrestrial-impact Last Alert System и наблюдений космического телескопа оптического диапазона Gaia абсолютная звёздная величина астероида сначала оценивалась равной 14,82±0,39m, позже — 13,90±0,035m и 14,42±0,187m, 12,32±0,02m.